# NGC 4290
NGC 4290 est une galaxie spirale barrée située dans la constellation de la Grande Ourse. NGC 4290 a été découverte par l'astronome germano-britannique William Herschel en 1789.

## Caractéristiques
La classe de luminosité de NGC 4290 est I-II et elle présente une large raie HI. Elle renferme également des régions d'hydrogène ionisé.

### Distance
Sa vitesse par rapport au fond diffus cosmologique est de 3 166 ± 11 km/s, ce qui correspond à une distance de Hubble de 46,7 ± 3,3 Mpc (∼152 millions d'al).
À ce jour, quatre mesures non basées sur le décalage vers le rouge (redshift) donnent une distance de 45,925 ± 2,598 Mpc (∼150 millions d'al), ce qui est à l'intérieur des valeurs de la distance de Hubble.

## Paire optique de galaxies
Selon Vaucouleur et Corwin, NGC 4284 et NGC 4290 forment une paire de galaxies. Cependant, comme plusieurs autres cas mentionnés dans cet article, ces deux galaxies ne forment pas une paire réelle, car NGC 4284 est beaucoup plus éloignée à environ 209 millions d'années-lumière. Il s'agit d'une paire optique.